# Svartvit skarv
Svartvit skarv (Microcarbo melanoleucos) är en fågel i familjen skarvar inom ordningen sulfåglar. Den förekommer från Små Sundaöarna i Indonesien till Salomonöarna, Australien och Nya Zeeland.

## Utseende och läte
Svartvit skarv väger 410-880 gram. Som adult är den oftast svart med vitt bröst och kinder men det förekommer även individer med svarta fläckar på bröstet och buken. Näbben är gul och relativt kort. Ögonen är bruna och fötterna svarta. Svartvit skarv har ett kuttrande läte men är generellt tyst utanför häckningssäsong.

## Utbredning och systematik
Svartvit skarv delas in i tre underarter med följande utbredning:
- Microcarbo melanoleucos melanoleucos – förekommer från Små Sundaöarna till Salomonöarna, Australien och Tasmanien
- Microcarbo melanoleucos brevicauda – förekommer på Rennel (Salomonöarna)
- Microcarbo melanoleucos brevirostris – förekommer på Nya Zeeland, Stewartön och Campbellöarna

### Släktestillhörighet
Fram tills nyligen placerades den liksom flera andra små kortnäbbade skarvar i det stora skarvsläktet Phalacrocorax. De ledande taxonomiska auktoriteterna liksom Sveriges ornitologiska förening för dessa nu till Microcarbo eftersom de utgör en tydlig grupp som skildes från övriga skarvar för 12 miljoner år sedan.

### Skarvarnas släktskap
Skarvarnas taxonomi har varit omdiskuterad. Traditionellt har de placerats gruppen i ordningen pelikanfåglar (Pelecaniformes) men de har även placerats i ordningen storkfåglar (Ciconiiformes). Molekulära och morfologiska studier har dock visat att ordningen pelikanfåglar är parafyletisk. Därför har skarvarna flyttats till den nya ordningen sulfåglar (Suliformes) tillsammans med fregattfåglar, sulor och ormhalsfåglar.

## Ekologi

### Häckning
De bygger bon i träd, havsklippor och ibland även övergivna byggnader byggda av människor. Bona byggs ofta av mindre pinnar. I oktober och december lägger honorna 3–5 ägg vars färg kan skifta mellan kalkvit och blåaktig. Äggen ruvas av båda föräldrarna i ungefär 4 veckor.

### Föda
Svartvita skarvar äter små fiskar, ålar, grodor och insekter.

## Status och hot
Artens population har inte uppskattats och dess populationstrend är okänd, men utbredningsområdet är relativt stort. Internationella naturvårdsunionen IUCN anser inte att den är hotad och placerar den därför i kategorin livskraftig.